# Copa de Andalucía de Fútbol Sala 2018
La Copa de Andalucía de Fútbol Sala 2018 es la 12.ª edición de dicha competición andaluza. En esta edición compitieron 4 equipos, todos ellos pertenecientes a la Liga Nacional de Fútbol Sala en la temporada 2017-18.
El campeón fue el Jaén Paraíso Interior.

## Equipos participantes
| - Itea Córdoba C. F. Futsal - Jaén Paraíso Interior | - U. M. A. Antequera - Real Betis |

## Fase Final

### Semifinales
| 1 de septiembre de 2018 | Jaén Paraíso Interior | 7 - 2 | Itea Córdoba C. F. Futsal | Pabellón Municipal Fernando Argüelles, Antequera |  |

| 1 de septiembre de 2018 | U. M. A. Antequera | 1 - 1 (2 - 3 pen.) | Real Betis | Pabellón Municipal Fernando Argüelles, Antequera |  |

### Final
| 2 de septiembre de 2018 | Jaén Paraíso Interior | 1 - 0 | Real Betis | Pabellón Municipal Fernando Argüelles, Antequera |  |